# Djamel Belmadi
Djamel Belmadi (Champigny-sur-Marne, 27 marzo 1976) è un allenatore di calcio ed ex calciatore algerino, di ruolo centrocampista, tecnico dell'Al-Duhail.

## Carriera

### Giocatore
Nato in Francia, a Champigny-sur-Marne, da genitori algerini, cresce nel vivaio del PA Champigny e poi dell'AS Sucy-en-Brie, prima di entrare nel 1992 nel settore giovanile del Paris Saint-Germain, con la cui prima squadra ottiene, ventenne, una presenza nel 1995-1996, stagione in cui il giocatore poté fregiarsi della vittoria della Supercoppa di Francia e della Coppa delle Coppe. Ceduto in prestito al Martigues, si mette in luce nel 1996-1997 in Ligue 2 e viene poi acquistato dall'Olympique Marsiglia, che dopo un anno senza farlo scendere in campo lo gira in prestito al Cannes e in seguito al Celta Vigo. Rientrato nei ranghi dei marsigliesi nel 2000, vi milita per tre anni prima di essere ceduto in prestito al Manchester City. Dal 2003 al 2005 gioca in Arabia Saudita nell'Al-Ittihad, con cui vince un campionato, una Coppa della Corona del Principe saudita e una AFC Champions League, e nell'Al-Kharitiyath. Nel 2005 firma per il Southampton, con cui disputa due stagioni. Dal 2007 al 2009 veste infine la maglia del Valenciennes, dove chiude la carriera.
Conta 20 presenze nella nazionale algerina, di cui è stato capitano alla Coppa d'Africa 2004.

### Allenatore
Nel 2010 inizia la carriera di allenatore assumendo la guida dei qatarioti del Template:Calcio Al Duahil, allenati per due anni con due campionati qatarioti vinti. In seguito allena, dal 2013 al 2014, la nazionale B qatariota e, dal 2014 al 2015, la nazionale maggiore qatariota. Tornato sulla panchina del Lekhwiya nel 2015, vi rimane per tre anni, vincendo due altri campionati qatarioti, due Coppe del Principe della Corona del Qatar, due Coppe dello Sceicco Jassem e due Coppe dell'Emiro del Qatar. Nell'agosto 2018 assume l'incarico di allenatore della nazionale algerina, che guida alla vittoria della Coppa d'Africa 2019 e della Coppa araba FIFA 2021.

## Statistiche

### Giocatore

#### Cronologia presenze e reti in nazionale
| Cronologia completa delle presenze e delle reti in nazionale ― Algeria | Cronologia completa delle presenze e delle reti in nazionale ― Algeria | Cronologia completa delle presenze e delle reti in nazionale ― Algeria | Cronologia completa delle presenze e delle reti in nazionale ― Algeria | Cronologia completa delle presenze e delle reti in nazionale ― Algeria | Cronologia completa delle presenze e delle reti in nazionale ― Algeria | Cronologia completa delle presenze e delle reti in nazionale ― Algeria | Cronologia completa delle presenze e delle reti in nazionale ― Algeria |
| Data                                                                   | Città                                                                  | In casa                                                                | Risultato                                                              | Ospiti                                                                 | Competizione                                                           | Reti                                                                   | Note                                                                   |
| ---------------------------------------------------------------------- | ---------------------------------------------------------------------- | ---------------------------------------------------------------------- | ---------------------------------------------------------------------- | ---------------------------------------------------------------------- | ---------------------------------------------------------------------- | ---------------------------------------------------------------------- | ---------------------------------------------------------------------- |
| 9-7-2000                                                               | Fès                                                                    | Marocco                                                                | 2 – 1                                                                  | Algeria                                                                | Qual. Mondiali 2002                                                    | -                                                                      | 79’                                                                    |
| 8-10-2000                                                              | Luanda                                                                 | Angola                                                                 | 2 – 2                                                                  | Algeria                                                                | Qual. Coppa d'Africa 2002                                              | -                                                                      | 87’                                                                    |
| 26-1-2001                                                              | Algeri                                                                 | Algeria                                                                | 1 – 0                                                                  | Namibia                                                                | Qual. Mondiali 2002                                                    | 1                                                                      |                                                                        |
| 11-3-2001                                                              | Il Cairo                                                               | Egitto                                                                 | 5 – 2                                                                  | Algeria                                                                | Qual. Mondiali 2002                                                    | -                                                                      | 81’                                                                    |
| 25-3-2001                                                              | Bujumbura                                                              | Burundi                                                                | 0 – 1                                                                  | Algeria                                                                | Qual. Coppa d'Africa 2002                                              | -                                                                      |                                                                        |
| 21-4-2001                                                              | Dakar                                                                  | Senegal                                                                | 3 – 0                                                                  | Algeria                                                                | Qual. Mondiali 2002                                                    | -                                                                      |                                                                        |
| 4-5-2002                                                               | Algeri                                                                 | Algeria                                                                | 1 – 2                                                                  | Marocco                                                                | Qual. Mondiali 2002                                                    | -                                                                      |                                                                        |
| 6-10-2001                                                              | Tolosa                                                                 | Francia                                                                | 4 – 1                                                                  | Algeria                                                                | Amichevole                                                             | 1                                                                      | 53’                                                                    |
| 22-10-2002                                                             | Algeri                                                                 | Algeria                                                                | 4 – 1                                                                  | Ciad                                                                   | Qual. Coppa d'Africa 2004                                              | 2                                                                      |                                                                        |
| 12-2-2003                                                              | Annaba                                                                 | Algeria                                                                | 1 – 3                                                                  | Belgio                                                                 | Amichevole                                                             | 1                                                                      |                                                                        |
| 29-5-2003                                                              | Avion                                                                  | Burkina Faso                                                           | 1 – 0                                                                  | Algeria                                                                | Amichevole                                                             | -                                                                      |                                                                        |
| 20-6-2003                                                              | Blida                                                                  | Algeria                                                                | 1 – 0                                                                  | Namibia                                                                | Qual. Coppa d'Africa 2004                                              | -                                                                      | 87’                                                                    |
| 15-1-2004                                                              | Algeri                                                                 | Algeria                                                                | 0 – 2                                                                  | Mali                                                                   | Amichevole                                                             | -                                                                      | 69’                                                                    |
| 25-1-2004                                                              | Susa                                                                   | Camerun                                                                | 1 – 1                                                                  | Algeria                                                                | Coppa d'Africa 2004 - 1º turno                                         | -                                                                      | 78’                                                                    |
| 29-1-2004                                                              | Susa                                                                   | Algeria                                                                | 2 – 1                                                                  | Egitto                                                                 | Coppa d'Africa 2004 - 1º turno                                         | -                                                                      | 57’                                                                    |
| 3-2-2004                                                               | Susa                                                                   | Algeria                                                                | 1 – 2                                                                  | Zimbabwe                                                               | Coppa d'Africa 2004 - 1º turno                                         | -                                                                      | 75’                                                                    |
| 8-2-2004                                                               | Sfax                                                                   | Marocco                                                                | 3 – 1 dts                                                              | Algeria                                                                | Coppa d'Africa 2004 - Quarti di finale                                 | -                                                                      | 72’                                                                    |
| 30-5-2004                                                              | Annaba                                                                 | Algeria                                                                | 1 – 1                                                                  | Giordania                                                              | Amichevole                                                             | -                                                                      |                                                                        |
| 5-6-2004                                                               | Annaba                                                                 | Algeria                                                                | 0 – 0                                                                  | Angola                                                                 | Qual. Mondiali 2006                                                    | -                                                                      | 63’                                                                    |
| 20-6-2004                                                              | Harare                                                                 | Zimbabwe                                                               | 1 – 1                                                                  | Algeria                                                                | Qual. Mondiali 2006                                                    | -                                                                      | 61’                                                                    |
| Totale                                                                 |                                                                        | Presenze                                                               | 20                                                                     |                                                                        | Reti                                                                   | 5                                                                      |                                                                        |

### Statistiche da allenatore

#### Nazionale qatariota
| Squadra | Naz              | dal           | al              | Record | Record | Record | Record     | Record | Record | Record | Record |
| G       | V                | N             | P               | GF     | GS     | DR     | % Vittorie |        |        |        |        |
| ------- | ---------------- | ------------- | --------------- | ------ | ------ | ------ | ---------- | ------ | ------ | ------ | ------ |
| Qatar   | Qatar (bandiera) | 16 marzo 2014 | 15 gennaio 2015 | 18     | 7      | 7      | 4          | 27     | 17     | +10    | 38,89  |

### Nazionale qatariota nel dettaglio
| Nov.2014         | Qatar        | Coppa delle Nazioni del Golfo 2014 | Vincitore                    | 5  | 2 | 3 | 0 | 40,00 | 6  | 3  | +3  |
| Gen. 2015        | Qatar        | Coppa d'Asia 2015                  | 4º classificato nel gruppo C | 3  | 0 | 0 | 3 | &0,00 | 2  | 7  | -5  |
| Dal 2014 al 2015 | Qatar        | Amichevoli                         |                              | 10 | 5 | 4 | 1 | 50,00 | 19 | 7  | +12 |
| Totale Qatar     | Totale Qatar | Totale Qatar                       | Totale Qatar                 | 18 | 7 | 7 | 4 | 38,89 | 27 | 17 | +10 |

#### Panchine da commissario tecnico della nazionale qatariota
| Cronologia completa delle presenze e delle reti in nazionale ― Qatar | Cronologia completa delle presenze e delle reti in nazionale ― Qatar | Cronologia completa delle presenze e delle reti in nazionale ― Qatar | Cronologia completa delle presenze e delle reti in nazionale ― Qatar | Cronologia completa delle presenze e delle reti in nazionale ― Qatar | Cronologia completa delle presenze e delle reti in nazionale ― Qatar | Cronologia completa delle presenze e delle reti in nazionale ― Qatar      | Cronologia completa delle presenze e delle reti in nazionale ― Qatar |
| Data                                                                 | Città                                                                | In casa                                                              | Risultato                                                            | Ospiti                                                               | Competizione                                                         | Reti                                                                      | Note                                                                 |
| -------------------------------------------------------------------- | -------------------------------------------------------------------- | -------------------------------------------------------------------- | -------------------------------------------------------------------- | -------------------------------------------------------------------- | -------------------------------------------------------------------- | ------------------------------------------------------------------------- | -------------------------------------------------------------------- |
| 30-5-2014                                                            | Rieti                                                                | Qatar                                                                | 0 – 0                                                                | Macedonia                                                            | Amichevole                                                           | -                                                                         |                                                                      |
| 14-7-2014                                                            | Al Wakrah                                                            | Qatar                                                                | 2 – 2                                                                | Indonesia                                                            | Amichevole                                                           | Khalid Muftah Abdulgadir Ilyas Bakur                                      |                                                                      |
| 3-9-2014                                                             | Casablanca                                                           | Marocco                                                              | 0 – 0                                                                | Qatar                                                                | Amichevole                                                           | -                                                                         |                                                                      |
| 9-9-2014                                                             | Doha                                                                 | Qatar                                                                | 0 – 2                                                                | Perù                                                                 | Amichevole                                                           | -                                                                         | Cap: K.Ibrahim                                                       |
| 6-10-2014                                                            | Doha                                                                 | Qatar                                                                | 3 – 0                                                                | Uzbekistan                                                           | Amichevole                                                           | Sebastian Soria Hassan Al-Haidos Meshal Abdullah                          |                                                                      |
| 9-10-2014                                                            | Doha                                                                 | Qatar                                                                | 5 – 0                                                                | Libano                                                               | Amichevole                                                           | 2 Meshal Abdullah Ahmed El Sayed Abdulrahman Mohammed Abdurahman Abubakar |                                                                      |
| 14-10-2014                                                           | Doha                                                                 | Qatar                                                                | 1 – 0                                                                | Australia                                                            | Amichevole                                                           | Khalfan Ibrahim                                                           | Cap: K.Ibrahim                                                       |
| 6-11-2014                                                            | Doha                                                                 | Qatar                                                                | 3 – 1                                                                | Corea del Nord                                                       | Amichevole                                                           | Abdulgadir Ilyas Bakur Boualem Khoukhi Abdelkarim Hassan Fadlalla         |                                                                      |
| 13-11-2014                                                           | Riyad                                                                | Arabia Saudita                                                       | 1 – 1                                                                | Qatar                                                                | Gulf Cup 2014 - 1º turno                                             | Ibrahim Majid                                                             |                                                                      |
| 16-11-2014                                                           | Riyad                                                                | Yemen                                                                | 0 – 0                                                                | Qatar                                                                | Gulf Cup 2014 - 1º turno                                             | -                                                                         |                                                                      |
| 19-11-2014                                                           | Jeddah                                                               | Bahrein                                                              | 0 – 0                                                                | Qatar                                                                | Gulf Cup 2014 - 1º turno                                             | -                                                                         |                                                                      |
| 23-11-2014                                                           | Riyad                                                                | Oman                                                                 | 1 – 3                                                                | Qatar                                                                | Gulf Cup 2014 - Semifinale                                           | Hassan Al-Haidos (rig.) 2 Ali Assadalla                                   |                                                                      |
| 26-11-2014                                                           | Riyad                                                                | Arabia Saudita                                                       | 1 – 2                                                                | Qatar                                                                | Gulf Cup 2014 - Finale                                               | Almahdi Ali Mukhtar Boualem Khoukhi                                       |                                                                      |
| 27-12-2014                                                           | Doha                                                                 | Qatar                                                                | 3 – 0                                                                | Estonia                                                              | Amichevole                                                           | Mohammed Muntari Abdelkarim Hassan Ismaeel Mohammed                       |                                                                      |
| 31-12-2014                                                           | Canberra                                                             | Qatar                                                                | 2 – 2                                                                | Oman                                                                 | Amichevole                                                           | 2 Meshal Abdullah                                                         |                                                                      |
| 11-1-2015                                                            | Canberra                                                             | Emirati Arabi Uniti                                                  | 4 – 1                                                                | Qatar                                                                | Coppa d'Asia 2015 - 1º turno                                         | Khalfan Ibrahim                                                           | Cap: I.Majid                                                         |
| 15-1-2015                                                            | Adelaide                                                             | Qatar                                                                | 0 – 1                                                                | Iran                                                                 | Coppa d'Asia 2015 - 1º turno                                         | -                                                                         | Cap: I.Majid                                                         |
| 19-1-2015                                                            | Sydney                                                               | Qatar                                                                | 1 – 2                                                                | Bahrein                                                              | Coppa d'Asia 2015 - 1º turno                                         | Hassan Al-Haidos                                                          | Cap: I.Majid                                                         |
| Totale                                                               |                                                                      | Presenze                                                             | 18                                                                   |                                                                      | Reti                                                                 | 27                                                                        |                                                                      |

#### Nazionale algerina
| Squadra | Naz                | dal           | al              | Record | Record | Record | Record     | Record | Record | Record | Record |
| G       | V                  | N             | P               | GF     | GS     | DR     | % Vittorie |        |        |        |        |
| ------- | ------------------ | ------------- | --------------- | ------ | ------ | ------ | ---------- | ------ | ------ | ------ | ------ |
| Algeria | Algeria (bandiera) | 2 agosto 2018 | 24 gennaio 2024 | 70     | 46     | 18     | 6          | 141    | 44     | +97    | 65,71  |

### Nazionale algerina nel dettaglio
| 2018-Mar.2019        | Algeria        | Qual. Coppa d'Africa 2019         | 1º nel Gruppo D, qualificato               | 5  | 2  | 2  | 1 | 40,00   | 8   | 4  | +4  |
| Giu.-Lug. 2019       | Algeria        | Coppa d'Africa 2019               | Vincitore                                  | 7  | 6  | 1  | 0 | 85,71   | 13  | 2  | +11 |
| Nov. 2019            | Algeria        | Qual. Coppa d'Africa 2021         | 1º nel Gruppo H, qualificato               | 2  | 2  | 0  | 0 | 100,00& | 6   | 0  | +6  |
| Nov. 2020            | Algeria        | Qual. Coppa d'Africa 2021         | 1º nel Gruppo H, qualificato               | 2  | 1  | 1  | 0 | 50,00   | 5   | 3  | +2  |
| Mar.2021             | Algeria        | Qual. Coppa d'Africa 2021         | 1º nel Gruppo H, qualificato               | 2  | 1  | 1  | 0 | 50,00   | 8   | 3  | +5  |
| 2021                 | Algeria        | Qual. Mondiale 2022               | 1º nel Gruppo H, eliminato dopo i play-off | 6  | 4  | 2  | 0 | 66,67   | 25  | 4  | +21 |
| mar. 2022 (spareggi) | Algeria        | Qual. Mondiale 2022               | 1º nel Gruppo H, eliminato dopo i play-off | 2  | 1  | 0  | 1 | 50,00   | 2   | 2  | +0  |
| Gen.-feb. 2022       | Algeria        | Coppa d'Africa 2021               | 4º nel gruppo E                            | 3  | 0  | 1  | 2 | &0,00   | 1   | 4  | -3  |
| 2022                 | Algeria        | Qual. Coppa d'Africa 2023         | 1° Nel gruppo F, qualificato               | 2  | 2  | 0  | 0 | 100,00& | 4   | 0  | +4  |
| 2023                 | Algeria        | Qual. Coppa d'Africa 2023         | 1° Nel gruppo F, qualificato               | 4  | 3  | 1  | 0 | 75,00   | 5   | 2  | +3  |
| Gen.-feb 2023        | Algeria        | African Nations Championship 2022 | 2°                                         | 6  | 5  | 1  | 0 | 83,33   | 9   | 0  | +9  |
| 2023                 | Algeria        | Qual. Mondiale 2026               | Esonerato durante la fase                  | 2  | 2  | 0  | 0 | 100,00& | 5   | 1  | +4  |
| gen.-feb. 2024       | Algeria        | Coppa d'Africa 2023               | 4° nel gruppo D                            | 3  | 0  | 2  | 1 | &0,00   | 3   | 4  | -1  |
| Dal 2015 al 2024     | Algeria        | Amichevoli                        |                                            | 24 | 17 | 6  | 1 | 70,83   | 47  | 15 | +32 |
| Totale Algeria       | Totale Algeria | Totale Algeria                    | Totale Algeria                             | 70 | 46 | 18 | 6 | 65,71   | 141 | 44 | +97 |

#### Panchine da commissario tecnico della nazionale algerina
| Cronologia completa delle presenze e delle reti in nazionale ― Algeria | Cronologia completa delle presenze e delle reti in nazionale ― Algeria | Cronologia completa delle presenze e delle reti in nazionale ― Algeria | Cronologia completa delle presenze e delle reti in nazionale ― Algeria | Cronologia completa delle presenze e delle reti in nazionale ― Algeria | Cronologia completa delle presenze e delle reti in nazionale ― Algeria | Cronologia completa delle presenze e delle reti in nazionale ― Algeria                        | Cronologia completa delle presenze e delle reti in nazionale ― Algeria |
| Data                                                                   | Città                                                                  | In casa                                                                | Risultato                                                              | Ospiti                                                                 | Competizione                                                           | Reti                                                                                          | Note                                                                   |
| ---------------------------------------------------------------------- | ---------------------------------------------------------------------- | ---------------------------------------------------------------------- | ---------------------------------------------------------------------- | ---------------------------------------------------------------------- | ---------------------------------------------------------------------- | --------------------------------------------------------------------------------------------- | ---------------------------------------------------------------------- |
| 8-9-2018                                                               | Bakau                                                                  | Gambia                                                                 | 1 – 1                                                                  | Algeria                                                                | Qual. Coppa d'Africa 2019                                              | Baghdad Bounedjah                                                                             | Cap: Y.Brahimi                                                         |
| 12-10-2018                                                             | Blida                                                                  | Algeria                                                                | 2 – 0                                                                  | Benin                                                                  | Qual. Coppa d'Africa 2019                                              | Ramy Bensebaini Baghdad Bounedjah                                                             | Cap: R.Mahrez                                                          |
| 16-10-2018                                                             | Cotonou                                                                | Benin                                                                  | 1 – 0                                                                  | Algeria                                                                | Qual. Coppa d'Africa 2019                                              | -                                                                                             | Cap: S.Feghouli                                                        |
| 18-11-2018                                                             | Lome                                                                   | Togo                                                                   | 1 – 4                                                                  | Algeria                                                                | Qual. Coppa d'Africa 2019                                              | 2 Riyad Mahrez Youcef Atal Baghdad Bounedjah                                                  | Cap: S.Feghouli                                                        |
| 27-12-2018                                                             | Doha                                                                   | Qatar                                                                  | 0 – 1                                                                  | Algeria                                                                | Amichevole                                                             | Baghdad Bounedjah                                                                             | Cap: B.Bounedjah                                                       |
| 22-3-2019                                                              | Blida                                                                  | Algeria                                                                | 1 – 1                                                                  | Gambia                                                                 | Qual. Coppa d'Africa 2019                                              | Mehdi Abeid                                                                                   | Cap: R.Halliche                                                        |
| 26-3-2019                                                              | Blida                                                                  | Algeria                                                                | 1 – 0                                                                  | Tunisia                                                                | Amichevole                                                             | Baghdad Bounedjah (rig.)                                                                      | Cap: R.Mahrez                                                          |
| 11-6-2019                                                              | Doha                                                                   | Algeria                                                                | 1 – 1                                                                  | Burundi                                                                | Amichevole                                                             | Baghdad Bounedjah                                                                             | Cap: R.Mahrez                                                          |
| 16-6-2019                                                              | Doha                                                                   | Algeria                                                                | 3 – 2                                                                  | Mali                                                                   | Amichevole                                                             | Baghdad Bounedjah Youcef Belaïli (rig.) Andy Delort                                           | Cap: Y.Brahimi                                                         |
| 23-6-2019                                                              | Cairo                                                                  | Algeria                                                                | 2 – 0                                                                  | Kenya                                                                  | Coppa d'Africa 2019 - 1ºturno                                          | Baghdad Bounedjah (rig.) Riyad Mahrez                                                         | Cap: R.Mahrez                                                          |
| 27-6-2019                                                              | Cairo                                                                  | Senegal                                                                | 0 – 1                                                                  | Algeria                                                                | Coppa d'Africa 2019 - 1ºturno                                          | Youcef Belaïli                                                                                | Cap: R.Mahrez                                                          |
| 1-7-2019                                                               | Cairo                                                                  | Tanzania                                                               | 0 – 3                                                                  | Algeria                                                                | Coppa d'Africa 2019 - 1ºturno                                          | 2 Adam Ounas Islam Slimani                                                                    | Cap: R.M'bolhi                                                         |
| 7-7-2019                                                               | Cairo                                                                  | Algeria                                                                | 3 – 0                                                                  | Guinea                                                                 | Coppa d'Africa 2019 - Ottavi di finale                                 | Youcef Belaïli Riyad Mahrez Adam Ounas                                                        | Cap: R.Mahrez                                                          |
| 11-7-2019                                                              | Suez                                                                   | Costa d'Avorio                                                         | 1 – 1 dts (3 - 4 dtr)                                                  | Algeria                                                                | Coppa d'Africa 2019 - Quarti di finale                                 | Sofiane Feghouli                                                                              | Cap: R.Mahrez                                                          |
| 14-7-2019                                                              | Cairo                                                                  | Algeria                                                                | 2 – 1                                                                  | Nigeria                                                                | Coppa d'Africa 2019 - Semifinale                                       | autorete Riyad Mahrez                                                                         | Cap: R.Mahrez                                                          |
| 19-7-2019                                                              | Cairo                                                                  | Senegal                                                                | 0 – 1                                                                  | Algeria                                                                | Coppa d'Africa 2019 - Finale                                           | Baghdad Bounedjah                                                                             | Cap: R.Mahrez                                                          |
| 9-9-2019                                                               | Blida                                                                  | Algeria                                                                | 1 – 0                                                                  | Benin                                                                  | Amichevole                                                             | Islam Slimani (rig.)                                                                          | Cap: R.Mahrez                                                          |
| 10-10-2019                                                             | Blida                                                                  | Algeria                                                                | 1 – 1                                                                  | RD del Congo                                                           | Amichevole                                                             | Islam Slimani                                                                                 | Cap: Y.Brahimi                                                         |
| 15-10-2019                                                             | Villeneuve d'Ascq                                                      | Algeria                                                                | 3 – 0                                                                  | Colombia                                                               | Amichevole                                                             | Baghdad Bounedjah 2 Riyad Mahrez                                                              | Cap: R.Mahrez                                                          |
| 14-11-2019                                                             | Blida                                                                  | Algeria                                                                | 5 – 0                                                                  | Zambia                                                                 | Qual. Coppa d'Africa 2021                                              | Ramy Bensebaini 2 Baghdad Bounedjah 1 (rig.) Youcef Belaïli El Arbi Hillel Soudani            | Cap: R.Mahrez                                                          |
| 18-11-2019                                                             | Gaborone                                                               | Botswana                                                               | 0 – 1                                                                  | Algeria                                                                | Qual. Coppa d'Africa 2021                                              | Youcef Belaïli                                                                                | Cap: S.Feghouli                                                        |
| 9-10-2020                                                              | Sankt Veit an der Glan                                                 | Nigeria                                                                | 0 – 1                                                                  | Algeria                                                                | Amichevole                                                             | Ramy Bensebaini                                                                               | Cap: R.Mahrez                                                          |
| 13-10-2020                                                             | Den Haag                                                               | Messico                                                                | 2 – 2                                                                  | Algeria                                                                | Amichevole                                                             | Ismael Bennacer Riyad Mahrez                                                                  | Cap: R.Mahrez                                                          |
| 12-11-2020                                                             | Algeri                                                                 | Algeria                                                                | 3 – 1                                                                  | Zimbabwe                                                               | Qual. Coppa d'Africa 2021                                              | Baghdad Bounedjah Sofiane Feghouli Riyad Mahrez                                               | Cap: R.Mahrez                                                          |
| 16-11-2020                                                             | Harare                                                                 | Zimbabwe                                                               | 2 – 2                                                                  | Algeria                                                                | Qual. Coppa d'Africa 2021                                              | Andy Delort Riyad Mahrez                                                                      | Cap: R.Mahrez                                                          |
| 25-3-2021                                                              | Lusaka                                                                 | Zambia                                                                 | 3 – 3                                                                  | Algeria                                                                | Qual. Coppa d'Africa 2021                                              | Rachid Ghezzal 2 Islam Slimani                                                                | Cap: R.M'bolhi                                                         |
| 29-3-2021                                                              | Blida                                                                  | Algeria                                                                | 5 – 0                                                                  | Botswana                                                               | Qual. Coppa d'Africa 2021                                              | Aissa Mandi Sofiane Feghouli Riyad Mahrez (rig.) Baghdad Bounedjah Farid Boulaya              | Cap: R.Mahrez                                                          |
| 3-6-2021                                                               | Blida                                                                  | Algeria                                                                | 4 – 1                                                                  | Mauritania                                                             | Amichevole                                                             | 2 Sofiane Feghouli Adam Ounas Baghdad Bounedjah                                               | Cap: S.Feghouli                                                        |
| 6-6-2021                                                               | Blida                                                                  | Algeria                                                                | 1 – 0                                                                  | Mali                                                                   | Amichevole                                                             | Riyad Mahrez                                                                                  | Cap: R.Mahrez                                                          |
| 11-6-2021                                                              | Rades                                                                  | Tunisia                                                                | 0 – 2                                                                  | Algeria                                                                | Amichevole                                                             | Baghdad Bounedjah Riyad Mahrez                                                                | Cap: R.Mahrez                                                          |
| 2-9-2021                                                               | Blida                                                                  | Algeria                                                                | 8 – 0                                                                  | Gibuti                                                                 | Qual. Mondiali 2022                                                    | 4 Islam Slimani 1 (rig.) Ramy Bensebaini Baghdad Bounedjah (rig.) Riyad Mahrez Ramiz Zerrouki | Cap: R.Mahrez                                                          |
| 7-9-2021                                                               | Marrakech                                                              | Burkina Faso                                                           | 1 – 1                                                                  | Algeria                                                                | Qual. Mondiali 2022                                                    | Sofiane Feghouli                                                                              | Cap: R.Mahrez                                                          |
| 8-10-2021                                                              | Blida                                                                  | Algeria                                                                | 6 – 1                                                                  | Niger                                                                  | Qual. Mondiali 2022                                                    | 2 Riyad Mahrez 1 (rig.) 2 autorete 2 Islam Slimani                                            | Cap: R.Mahrez                                                          |
| 12-10-2021                                                             | Niamey                                                                 | Niger                                                                  | 0 – 4                                                                  | Algeria                                                                | Qual. Mondiali 2022                                                    | Riyad Mahrez Aissa Mandi Ismael Bennacer Baghdad Bounedjah                                    | Cap: R.Mahrez                                                          |
| 12-11-2021                                                             | Cairo                                                                  | Gibuti                                                                 | 0 – 4                                                                  | Algeria                                                                | Qual. Mondiali 2022                                                    | Youcef Belaïli Said Benrahma Sofiane Feghouli Islam Slimani                                   | Cap: S.Feghouli                                                        |
| 16-11-2021                                                             | Blida                                                                  | Algeria                                                                | 2 – 2                                                                  | Burkina Faso                                                           | Qual. Mondiali 2022                                                    | Riyad Mahrez Sofiane Feghouli                                                                 | Cap: R.Mahrez                                                          |
| 5-1-2022                                                               | Al Rayyan                                                              | Algeria                                                                | 3 – 0                                                                  | Ghana                                                                  | Amichevole                                                             | Adam Ounas autorete Islam Slimani                                                             | Cap: Y.Bahimi                                                          |
| 11-1-2022                                                              | Douala                                                                 | Algeria                                                                | 0 – 0                                                                  | Sierra Leone                                                           | Coppa d'Africa 2021 - 1º turno                                         | -                                                                                             | Cap: R.Mahrez                                                          |
| 16-1-2022                                                              | Douala                                                                 | Algeria                                                                | 0 – 1                                                                  | Guinea Equatoriale                                                     | Coppa d'Africa 2021 - 1º turno                                         | -                                                                                             | Cap: R.Mahrez                                                          |
| 20-1-2022                                                              | Douala                                                                 | Costa d'Avorio                                                         | 3 – 1                                                                  | Algeria                                                                | Coppa d'Africa 2021 - 1º turno                                         | Sofiane Bendebka                                                                              | Cap: R.Mahrez                                                          |
| 25-3-2022                                                              | Douala                                                                 | Camerun                                                                | 0 – 1                                                                  | Algeria                                                                | Qual. Mondiali 2022                                                    | Islam Slimani                                                                                 | Cap: R.Mahrez                                                          |
| 29-3-2022                                                              | Blida                                                                  | Algeria                                                                | 1 – 2 dts                                                              | Camerun                                                                | Qual. Mondiali 2022                                                    | Ahmed Touba                                                                                   | Cap: R.Mahrez                                                          |
| 4-6-2022                                                               | Algeri                                                                 | Algeria                                                                | 2 – 0                                                                  | Uganda                                                                 | Qual. Coppa d'Africa 2023                                              | Aissa Mandi Youcef Belaïli                                                                    | Cap: I.Slimani                                                         |
| 8-6-2022                                                               | Dar es Salaam                                                          | Tanzania                                                               | 0 – 2                                                                  | Algeria                                                                | Qual. Coppa d'Africa 2023                                              | Ramy Bensebaini Mohamed El Amine Amoura                                                       | Cap: I.Slimani                                                         |
| 9-6-2022                                                               | Baraki                                                                 | Algeria                                                                | 3 – 0                                                                  | RD del Congo                                                           | Amichevole                                                             | Rida Bensayah Billel Benhamouda Nadir Benbouali                                               |                                                                        |
| 12-6-2022                                                              | Doha                                                                   | Algeria                                                                | 2 – 1                                                                  | Iran                                                                   | Amichevole                                                             | Riad Benayad Mohamed El Amine Amoura                                                          | Cap: I.Bennacer                                                        |
| 23-9-2022                                                              | Baraki                                                                 | Algeria                                                                | 1 – 0                                                                  | Guinea                                                                 | Amichevole                                                             | Islam Slimani                                                                                 | Cap: I.Bennacer                                                        |
| 27-9-2022                                                              | Orano                                                                  | Algeria                                                                | 2 – 1                                                                  | Nigeria                                                                | Amichevole                                                             | Riyad Mahrez (rig.) Youcef Atal                                                               | Cap: R.Mahrez                                                          |
| 16-11-2022                                                             | Orano                                                                  | Algeria                                                                | 1 – 1                                                                  | Mali                                                                   | Amichevole                                                             | Riyad Mahrez (rig.)                                                                           | Cap: R.Mahrez                                                          |
| 19-11-2022                                                             | Malmo                                                                  | Svezia                                                                 | 2 – 0                                                                  | Algeria                                                                | Amichevole                                                             | -                                                                                             | Cap: R.Mahrez                                                          |
| 13-1-2023                                                              | Baraki                                                                 | Algeria                                                                | 1 – 0                                                                  | Libia                                                                  | Camp. nazioni africane 2022 - 1º turno                                 | Aymen Mahious                                                                                 | Cap: A.Abdellaoui                                                      |
| 17-1-2023                                                              | Baraki                                                                 | Algeria                                                                | 1 – 0                                                                  | Etiopia                                                                | Camp. nazioni africane 2022 - 1º turno                                 | Aymen Mahious                                                                                 | Cap: A.Abdellaoui                                                      |
| 21-1-2023                                                              | Baraki                                                                 | Mozambico                                                              | 0 – 1                                                                  | Algeria                                                                | Camp. nazioni africane 2022 - 1º turno                                 | Hocine Dehiri                                                                                 | Cap: C.Keddad                                                          |
| 27-1-2023                                                              | Baraki                                                                 | Algeria                                                                | 1 – 0                                                                  | Costa d'Avorio                                                         | Camp. nazioni africane 2022 - Quarti di finale                         | Aymen Mahious (rig.)                                                                          | Cap: A.Abdellaoui                                                      |
| 31-1-2023                                                              | Orano                                                                  | Algeria                                                                | 5 – 0                                                                  | Niger                                                                  | Camp. nazioni africane 2022 - Semifinale                               | Ayoub Abdellaoui 2 Aymen Mahious autorete Soufiane Bayazid                                    | Cap: A.Abdellaoui                                                      |
| 4-2-2023                                                               | Baraki                                                                 | Algeria                                                                | 0 – 0 dts (4 - 5 dtr)                                                  | Senegal                                                                | Camp. nazioni africane 2022 - Finale                                   | -                                                                                             | Cap: A.Abdellaoui                                                      |
| 23-3-2023                                                              | Baraki                                                                 | Algeria                                                                | 2 – 1                                                                  | Niger                                                                  | Qual. Coppa d'Africa 2023                                              | autorete Riyad Mahrez                                                                         | Cap: R.Mahrez                                                          |
| 27-3-2023                                                              | Radès                                                                  | Niger                                                                  | 0 – 1                                                                  | Algeria                                                                | Qual. Coppa d'Africa 2023                                              | Baghdad Bounedjah                                                                             | Cap: R.Mahrez                                                          |
| 18-6-2023                                                              | Douala                                                                 | Uganda                                                                 | 1 – 2                                                                  | Algeria                                                                | Qual. Coppa d'Africa 2023                                              | 2 Mohamed El Amine Amoura                                                                     | Cap: R.Bensebaini                                                      |
| 20-6-2023                                                              | Annaba                                                                 | Algeria                                                                | 1 – 1                                                                  | Tunisia                                                                | Amichevole                                                             | Riyad Mahrez (rig.)                                                                           | Cap: R.Mahrez                                                          |
| 7-9-2023                                                               | Annaba                                                                 | Algeria                                                                | 0 – 0                                                                  | Tanzania                                                               | Qual. Coppa d'Africa 2023                                              |                                                                                               | Cap: R.Mahrez                                                          |
| 12-9-2023                                                              | Dakar                                                                  | Senegal                                                                | 0 – 1                                                                  | Algeria                                                                | Amichevole                                                             | Farès Chaïbi                                                                                  | Cap: R.Mahrez                                                          |
| 12-10-2023                                                             | Costantina                                                             | Algeria                                                                | 5 – 0                                                                  | Capo Verde                                                             | Amichevole                                                             | Mohamed El Amine Amoura Houssem Aouar (x2) Ramiz Zerrouki Islam Slimani (rig.)                | Cap: R.Mahrez                                                          |
| 16-10-2023                                                             | Al Ain                                                                 | Egitto                                                                 | 1 – 1                                                                  | Algeria                                                                | Amichevole                                                             | Islam Slimani                                                                                 | Cap: R.Mahrez                                                          |
| 16-11-2023                                                             | Algeri                                                                 | Algeria                                                                | 3 – 1                                                                  | Somalia                                                                | Qual. Mondiali 2026                                                    | Autorete Baghdad Bounedjah Islam Slimani                                                      | Cap: R.Mahrez                                                          |
| 19-11-2023                                                             | Maputo                                                                 | Mozambico                                                              | 0 – 2                                                                  | Algeria                                                                | Qual. Mondiali 2026                                                    | Farès Chaïbi Ramiz Zerrouki                                                                   | Cap: R.Mahrez                                                          |
| 5-1-2024                                                               | Lomé                                                                   | Togo                                                                   | 0 – 3                                                                  | Algeria                                                                | Amichevole                                                             | 2 Ramy Bensebaini Islam Slimani                                                               | Cap: R.Mahrez                                                          |
| 9-1-2024                                                               | Lomé                                                                   | Burundi                                                                | 0 – 4                                                                  | Algeria                                                                | Amichevole                                                             | Baghdad Bounedjah Riyad Mahrez Islam Slimani Mohamed El Amine Amoura                          | Cap: R.Mahrez                                                          |
| 15-1-2024                                                              | Bouaké                                                                 | Algeria                                                                | 1 – 1                                                                  | Angola                                                                 | Coppa d'Africa 2023 - 1º turno                                         | Baghdad Bounedjah                                                                             | Cap: R.Mahrez                                                          |
| 20-1-2024                                                              | Bouaké                                                                 | Algeria                                                                | 2 – 2                                                                  | Burkina Faso                                                           | Coppa d'Africa 2023 - 1º turno                                         | 2 Baghdad Bounedjah                                                                           | Cap: R.Mahrez                                                          |
| 23-1-2024                                                              | Bouaké                                                                 | Mauritania                                                             | 1 – 0                                                                  | Algeria                                                                | Coppa d'Africa 2023 - 1º turno                                         | -                                                                                             | Cap: A.Mandi                                                           |
| Totale                                                                 |                                                                        | Presenze                                                               | 70                                                                     |                                                                        | Reti                                                                   | 141                                                                                           |                                                                        |

## Palmarès

### Giocatore

#### Competizioni nazionali
- Supercoppa francese: 1

Paris SG: 1995
- Campionato saudita: 1

Al-Ittihad: 2003
- Coppa del Principe della Corona saudita: 1

Al-Ittihad: 2004

#### Competizioni internazionali
- Coppa delle Coppe: 1

Paris SG: 1995-1996
- AFC Champions League: 1

Al-Ittihad: 2004

### Allenatore

#### Club
- Qatar Stars League: 4

Lekhwiya: 2010-2011, 2011-2012, 2016-2017, 2017-2018
- Coppa del Principe della Corona del Qatar: 2

Lekhwiya: 2015, 2018
- Coppa dello Sceicco Jassem: 2

Lekhwiya: 2015, 2016
- Coppa dell'Emiro del Qatar: 2

Lekhwiya: 2015-2016, 2017-2018

#### Nazionale
- Coppa d'Africa: 1

Egitto 2019
- Coppa araba FIFA: 1

Qatar 2021